# Loxodrómica

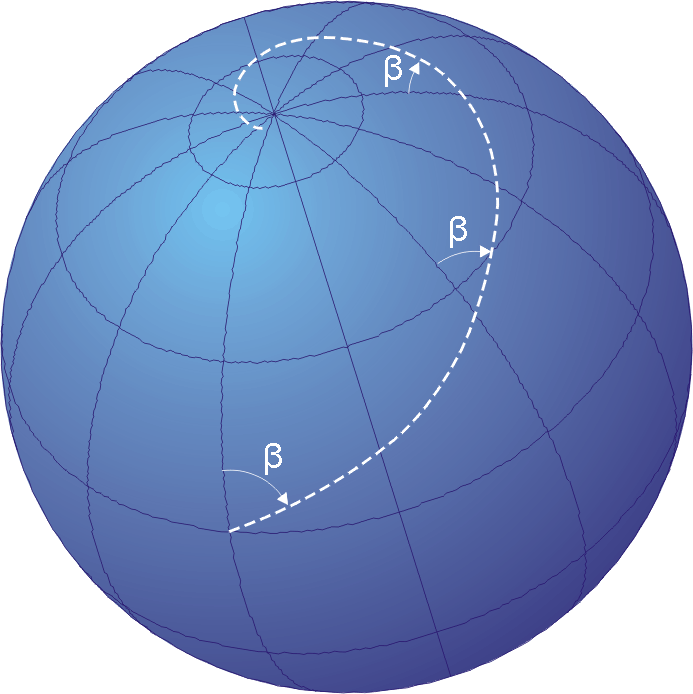
Loxodromia.

Curva loxodrómica asintótica hacia un polo.

Se denomina loxodrómica o loxodromia (del griego λοξóς -oblicuo- y δρóμος -carrera, curso-) a la línea que une dos puntos cualesquiera de la superficie terrestre cortando a todos los meridianos con el mismo ángulo. La loxodrómica, por tanto, es fácil de seguir manteniendo el mismo rumbo marcado por la brújula. Su representación en el mapa dependerá del tipo de proyección del mismo; por ejemplo, en la de Mercator es una recta.
La loxodrómica es, junto a la ortodrómica y la isoazimutal, una de las tres líneas que pueden trazarse entre dos puntos cualesquiera de la superficie terrestre.

## Historia
Pedro Nunes, un matemático portugués, publicó en el Tratado de la navegación (1546) un descubrimiento con grandes implicaciones para la navegación. Antes de él se creía que, marchando sobre la superficie terrestre con un rumbo fijo, es decir, formando un ángulo constante con la meridiana, la línea recorrida era un círculo máximo. Dicho con otras palabras, que un navío que siguiese este derrotero daría la vuelta al mundo y volvería al punto de partida. Nunes señaló la falsedad de este concepto al demostrar que la curva recorrida se va acercando al polo, alrededor del cual da infinitas vueltas, sin llegar nunca a él; o, dicho en lenguaje técnico, que tiene el polo por punto asintótico.

## Gráfico comparativo

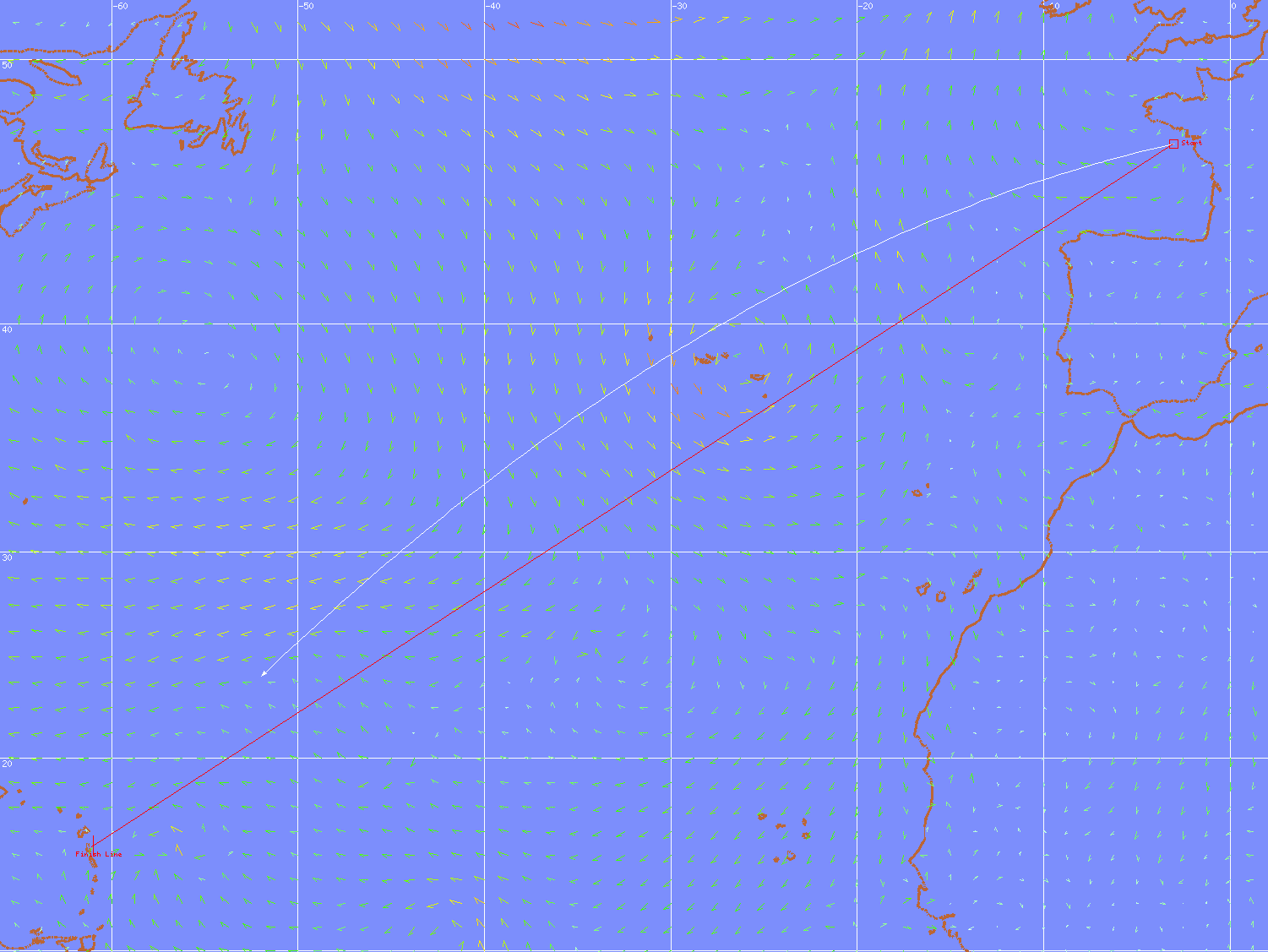
Comparación del rumbo loxodrómico (rojo) frente al ortodrómico (blanco) sobre una Proyección de Mercator.